# Affaire Fualdès

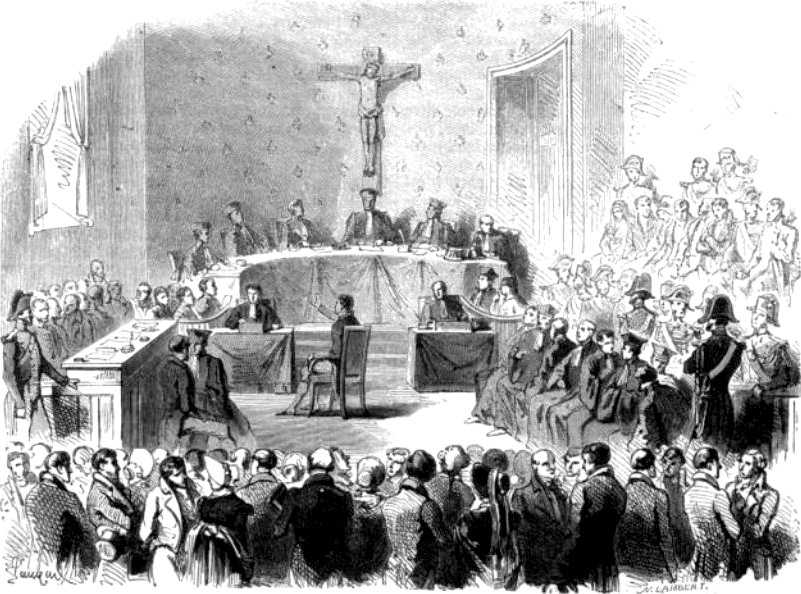
Il processo Fualdès

L'Affaire Fualdès fu un celebre affare giudiziario della Francia dei primi anni del regno di Luigi XVIII, con curiosi risvolti politici.
La notte fra il 19 ed il 20 marzo 1817, a Rodez, antica cittadina del dipartimento dell'Aveyron, nella lontana regione del Midi-Pirenei, venne orribilmente assassinato un ex procuratore imperiale, tale Antoine Bernardin Fualdès.  Seguì un processo (19 marzo 12 settembre 1817) che si concluse con quattro condanne a morte, due ergastoli ed altre pene.  Esso venne annullato e riaperto il 25 marzo 1818, con la conferma delle condanne, salvo una pena di morte convertita in ergastolo.
Lì per lì, la stampa radicale sostenne che Fualdès fosse stato ucciso perché bonapartista, da assassini monarchici.  Le cose si complicarono quando emerse che l'assassinato, in passato acceso rivoluzionario, sarebbe stato a conoscenza di una supposta evasione dell'asseritamente sopravvissuto Luigi XVII, il figlio maschio di Luigi XVI e Maria Antonietta, strappato dai rivoluzionari a sette anni dalla madre, incarcerato, costretto ad accusare di incesto la madre, probabilmente stuprato e morto ad appena dieci anni, nel 1795.  Tesi che vennero rilanciate anche dalla assai letta stampa britannica, che diede un bel contributo al successo del feuilleton.  Non mancò nemmeno un quadro di Géricault, intitolato les Assassins de Fualdès.
Occorre sapere che il destino del digraziato bambino venne chiarito definitivamente solo nell'anno 2000, in base ad analisi genetiche che attribuirono definitivamente i resti conservati al figlio di Luigi XVI.  Tale incertezza provocò il sorgere di diversi finti delfini, nei primi decenni dell'Ottocento: uno venne incontrato anche da Silvio Pellico, nelle carceri di Milano, come riferito ne Le mie prigioni. In ogni caso il feuilleton anti-governativo ebbe largo successo, tanto da essere citato da Victor Hugo, nel capitolo 169 des Misérables, da Balzac in La Muse du département, Une Ténébreuse affaire, Le Curé de village, Les employés, L'Interdiction, Flaubert in Bouvard et Pécuchet, eppoi Anatole France e molti altri.